# Felicjan Sterba
Felicjan Sterba (ur. 9 czerwca 1896 we Lwowie, zm. 30 lipca 1948 w Londynie) – podpułkownik dyplomowany, obserwator Wojska Polskiego.

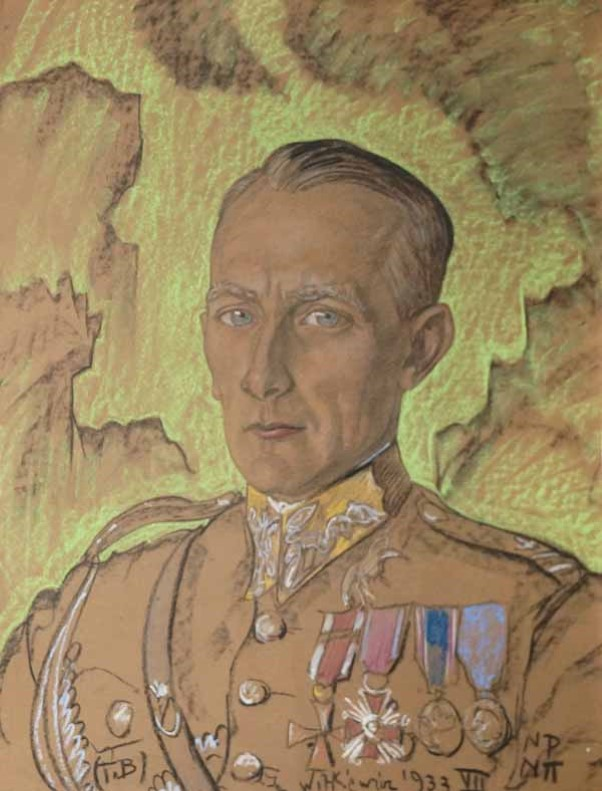
Portret Felicjan Sterby autorstwa Stanisława Ignacego Witkiewicza (1933)

## Życiorys
Urodził się we Lwowie, w rodzinie Józefa i Michaliny Sterbów. Służył w armii Cesarskiej i Królewskiej Armii, a od 1918 w Wojsku Polskim. Do 1923 pełnił służbę w Dowództwie Okręgu Korpusu Nr VI we Lwowie, pozostając oficerem nadetatowym 40 pułku piechoty Strzelców Lwowskich. W latach 1923–1925 był słuchaczem Kursu Normalnego Wyższej Szkoły Wojennej w Warszawie. Z dniem 1 października 1925 przydzielony został do Oddziału IIIa Biura Ścisłej Rady Wojennej.
W 1926 został przeniesiony z korpusu oficerów piechoty do korpusu oficerów aeronautyki. Od 1927 wykładał w Oficerskiej Szkole Lotnictwa. W kwietniu 1929 został przeniesiony do kadry oficerów lotnictwa z równoczesnym przydziałem służbowym do Dowództwa 1 Grupy Lotniczej w Warszawie na stanowisko szefa sztabu. 18 lutego 1930 awansowany na majora ze starszeństwem z dniem 1 stycznia 1930 i 5. lokatą w korpusie oficerów aeronautycznych. Z dniem 1 grudnia 1934 został przeniesiony do 2 pułku lotniczego w Krakowie na stanowisko dowódcy II dywizjonu liniowego. 16 stycznia 1935 roku objął dowództwo 26 eskadry towarzyszącej. Od lutego 1937 był dowódcą Dywizjonu Szkolnego, a później zastępcą dowódcy 2 pułku lotniczego. Od listopada 1938 do marca 1939 był słuchaczem Kursu doskonalącego dla oficerów dyplomowanych przy Wyższej Szkoły Wojennej. W marcu 1939 przydzielony został do „Kierownictwa Ćwiczeń Antoni” będącego zalążkiem dowództwa Armii „Kraków”, w charakterze oficera łącznikowego lotnictwa. Na tym stanowisku był odpowiedzialny za opracowanie planu użycia lotnictwa armii. W kampanii wrześniowej był szefem sztabu Lotnictwa i OPL Armii „Kraków”.

### Kariera sportowa
Felicjan Sterba był także sportowcem oraz działaczem sportowym. Jako lekkoatleta był mistrzem Polski w 1920 w biegu na 400 metrów oraz w sztafecie 4 × 400 metrów, a także brązowym medalistą na 200 metrów. W roku 1921 był wicemistrzem Polski na 400 metrów i na 800 metrów. W tym samym roku był również inicjatorem powstania klubu sportowego Lublinianka. Jako sportowiec reprezentował barwy Pogoni Lwów.
Znalazł się w gronie zawodników nominowanych do kadry na igrzyska olimpijskie w 1920. Z powodu wojny polsko-bolszewickiej Polska nie wysłała jednak ostatecznie reprezentacji na te zawody.
Rekordy życiowe:
- bieg na 100 metrów – 11,6 s
- bieg na 200 metrów – 23,3 s
- bieg na 400 metrów – 52,9 s

Był członkiem zarządu Polskiego Związku Łyżwiarskiego (1921–1922), Polskiego Związku Lekkiej Atletyki (1924–1934) i Polskiego Związku Szermierczego (1929–1931), a także wiceprezesem Polskiego Komitetu Olimpijskiego (1931–1932).
Po kampanii wrześniowej przedostał się do Wielkiej Brytanii. Wstąpił do RAF, otrzymał numer służbowy P-0890. Po zakończeniu II wojny światowej nie zdecydował się na powrót do Polski, pozostał w Wielkiej Brytanii, gdzie zmarł.

## Ordery i odznaczenia
- Krzyż Walecznych (dwukrotnie: 1922)[7]
- Medal Lotniczy (dwukrotnie)[8]
- Złoty Krzyż Zasługi (19 marca 1936)[9]
- Srebrny Krzyż Zasługi (10 listopada 1928)[10]
- Medal Pamiątkowy za Wojnę 1918–1921[11]
- Medal Dziesięciolecia Odzyskanej Niepodległości[11]
- Odznaka Obserwatora nr 486 (24 lipca 1928)[12]
- Państwowa Odznaka Sportowa[11]
- Odznaka Strzelecka[11]